# Chalermsakdi Inswang
Chalermsakdi Inswang (ur. 7 listopada 1926 w Tajlandii) – tajski strzelec, olimpijczyk. 
Brał udział w igrzyskach olimpijskich w 1960 (Rzym). Wystąpił wówczas w konkurencji pistoletu dowolnego (50 metrów), w której zajął 33. miejsce. 
W 1962 roku zajął piąte miejsce w tej samej konkurencji (z wynikiem 510 punktów) podczas Igrzysk Azjatyckich 1962.

## Wyniki olimpijskie
| Igrzyska | Konkurencja            | Wynik                                                                            | Miejsce    | Źródło |
| -------- | ---------------------- | -------------------------------------------------------------------------------- | ---------- | ------ |
| IO 1960  | Pistolet dowolny, 50 m | Kwalifikacje – 339 punktów (84-83-83-89) Finał – 525 punktów (85-94-86-81-88-91) | 33 (na 67) | [ 1 ]  |